# 費拉赫河 (奧拉河支流)
50°9′18.39″N 9°35′57.17″E / 50.1551083°N 9.5992139°E

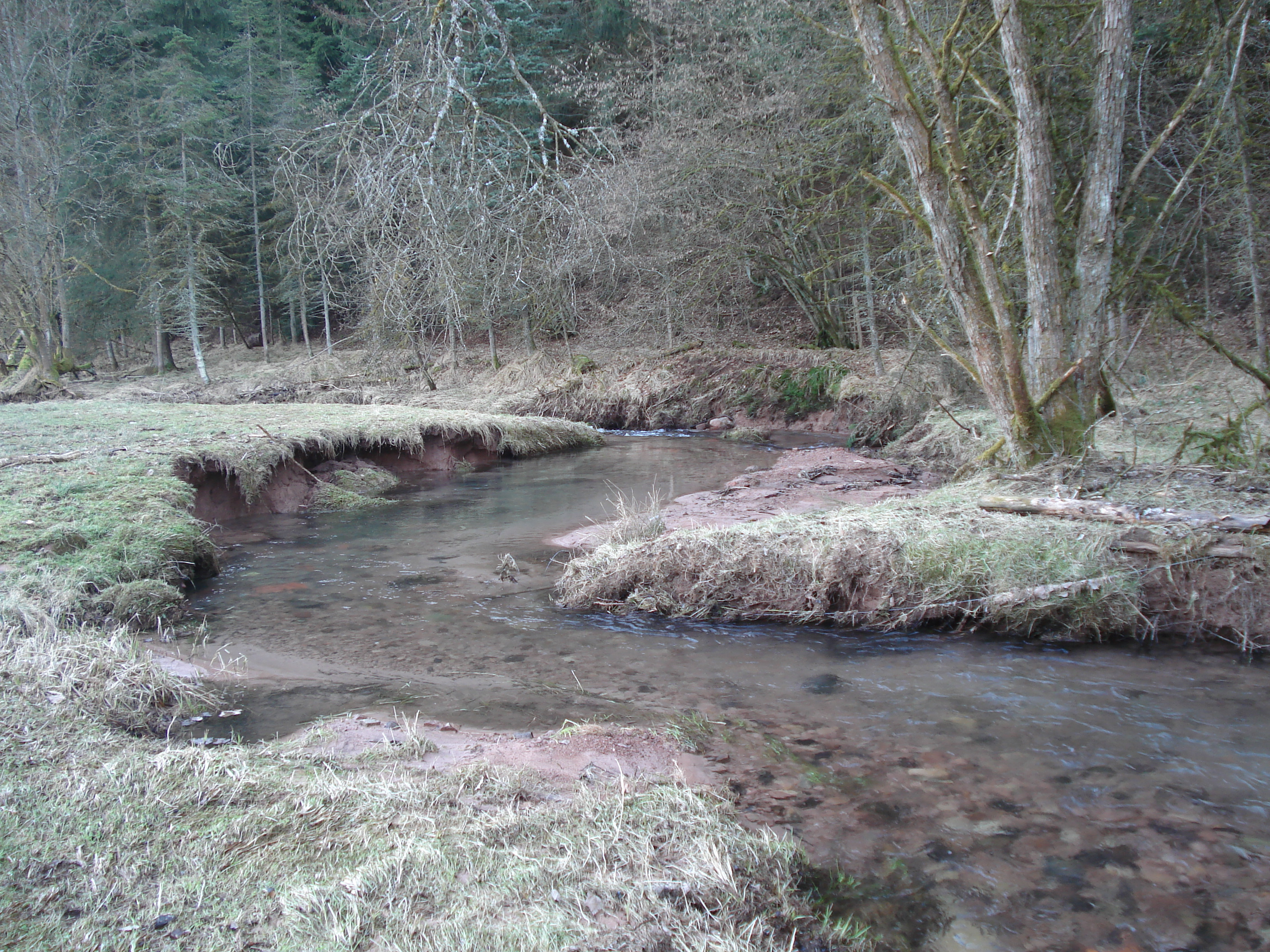

費拉赫河（德語：Fellach），是德國的河流，位於該國東南部，由巴伐利亞負責管轄，屬於奧拉河的右支流，河道全長3.2公里，流域面積30.3平方公里。